# St. Johannes Baptist (Hemmendorf)

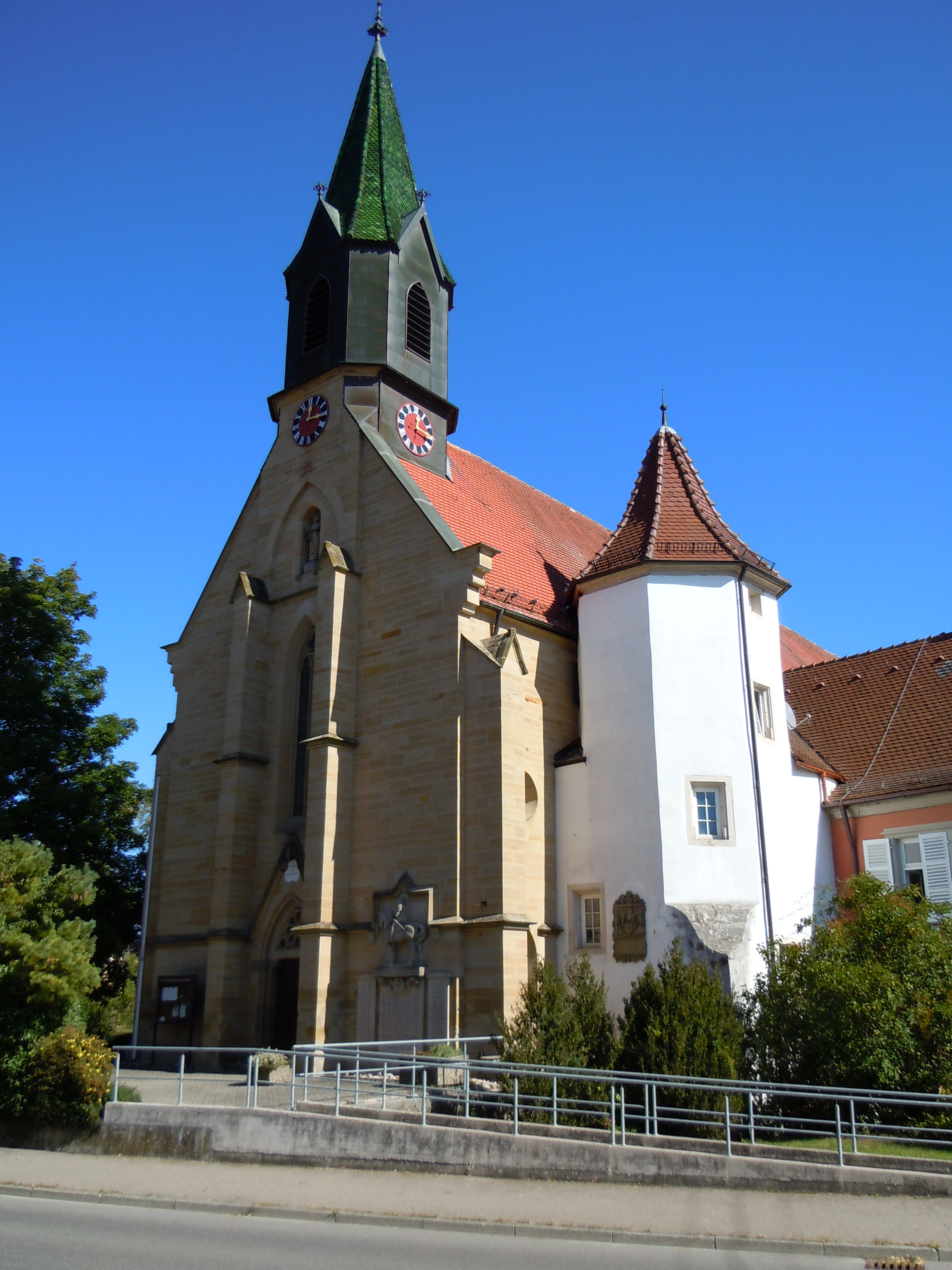
St. Johannes Baptist in Hemmendorf

Die römisch-katholische Pfarrkirche St. Bartholomäus steht in Hemmendorf, einem Stadtteil von Rottenburg am Neckar im Landkreis Tübingen in Baden-Württemberg. Die Kirchengemeinde gehört zur Diözese Rottenburg-Stuttgart. Das Bauwerk ist beim Landesamt für Denkmalpflege Baden-Württemberg als Baudenkmal eingetragen.

## Beschreibung
Die Saalkirche wurde im 14. Jahrhundert erbaut. Sie besteht aus einem Langhaus, das im Osten dreiseitig geschlossen ist. Es wurde 1894/95 nach Westen verlängert. Aus dem Satteldach des Langhauses erhebt sich im Westen ein achtseitiger Dachreiter, der die Turmuhr und den Glockenstuhl beherbergt, und mit einem spitzen Helm bedeckt ist. In der Fassade im Westen befindet sich das Portal zwischen zwei Strebepfeilern.